# Dmitri Filosófov
Dmitri Vladímirovich Filosófov (San Petersburgo, 26 de marzo de 1872 – Otwock, Polonia, 4 de agosto de 1940) fue un autor, ensayista, crítico literario, pensador religioso, editor y activista político ruso, conocido principalmente por su papel a principios de la década de 1900 en la influyente revista Mir Iskusstva y su participación en el movimiento cuasireligioso Troyebratstvo («La hermandad de los tres») , junto con sus amigos más cercanos y aliados espirituales, Dmitri Merezhkovski y Zinaída Guipius.
Después de la revolución bolchevique emigró a Polonia. 

## Biografía
Hijo de la feminista y filántropa Anna Filosófova, Dmitri Filosófov fue educado primero en la escuela privada Karl May —donde conoció a Alexandre Benois y Konstantín Sómov—, pasando más tarde a estudiar en la Universidad de San Petersburgo, donde se licenció en Derecho.
Tras un par de años que paso en el extranjero, comenzó a trabajar como periodista, escribiendo para la revista literaria Séverny Véstnik y para Obrazovánie. Con la fundación de la revista Mir Iskusstva, Filosófov se hizo coeditor junto con su primo y amante, Serguéi Diáguilev, primero de la sección de literatura, más tarde además de la de crítica literaria.
Fue durante este tiempo que trabó una estrecha amistad con Dmitri Merezhkovski y Zinaída Guipius; pronto se unió a ellos para formar «Troyebratstvo», un grupo cuasireligioso que algunos veían como una secta doméstica, y que afirmaba buscar la renovación de los valores cristianos a través de líneas nuevas y modernistas.
Junto con Merezhkovski, fue uno de los iniciadores y organizadores de, primero la Sociedad Religioso-Filosófica, y luego de la revista Novy Put, que editó en 1904, el último año de su existencia. Los años 1906 a 1908 sol pasó en París con los Merezhkovski; de vuelta en Rusia, continuó escribiendo, contribuyendo en Slovo y Rússkaya Mysl, entre otras.
Compartiendo la hostilidad hacia los bolcheviques que tenían los Merezhkovski, en diciembre de 1919 huyó del país, pero se negó a seguir a la pareja a París. En su lugar, junto con Borís Sávinkov, el famoso terrorista convertido en novelista, con el que comenzó una amistad, Filosófov decidió quedarse en Varsovia, para empezar a trabajar en la reforma de la Guardia blanca en territorio polaco. Fue el coordinador del Comité Político Ruso, uno de los líderes de la Unión Popular para la Defensa de la Madre Patria y la Libertad, y consejero de Józef Piłsudski.
Decidiendo quedarse en Polonia, pero visitando París ocasionalmente, Filosófov editó numerosos periódicos de emigrantes rusos, incluyendo Svoboda («Libertad», 1920–1921), Za Svobodu («Por la Libertad», 1921–1932), Molvá («Conversación del pueblo», 1932–1934), coeditó la revista de París y Varsovia Miech («Espada», 1934–1939).
Dmitri Filosófov falleció en Otwock, cerca de Varsovia, el 4 de agosto de 1940 y está enterrado en el Cementerio ortodoxo de Varsovia.